# Бальзино
Бальзино (бур. Бальжин) — село в Дульдургинском районе Агинского Бурятского округа Забайкальского края.  Административный центр сельского поселения «Бальзино».

## География
Расположено в центральной части района, в 45 км к северу от районного центра — села Дульдурга, в Туринской впадине, на берегу горной речки – Гутайки в верховьях р. Тура, около озера Бальзино.
В окрестностях села находятся скалы Иерусалим.
Климат
резко континентальный. Лето жаркое, средняя температура в июле +16 ÷ +18 °C (максимальная + 38 °C). Зима холодная, солнечная, средняя температура в январе составляет −22 ÷ −24 °C (абс. минимум −47 °C).
Осадков выпадает от 300 до 400 мм/год.
Продолжительность вегетационного периода 90—150 дней.

## История
Основано, по различным данным, в 1795-1797 гг. или в 1802—03 годах (Дашидондоков Ш.-Н. С.). Одним из основателей села  был 25-летний Александр Тимофеевич Тимофеев, чья могила до сих пор сохранилась на местном кладбище.

## Население
| 2002 | 2010 | 2021 |
| ---- | ---- | ---- |
| 813  | ↗829 | ↘775 |

## Инфраструктура
экономика
Развито сельское хозяйство.  
Личное подсобное хозяйство.
КФХ «Бальзино».  
Социальные объекты
Средняя общеобразовательная школа, детский сад, Дом культуры, библиотека, врачебная амбулатория.
Памятник в честь воинов-земляков, погибших на фронтах Великой Отечественной.
Администрация сельского поселения, почтовое отделение.

## Транспорт
Из села села выезд на региональную автодорогу 76А-005 Дарасун — государственная граница с Монголией